# Johann Friedrich Geltch
Johann Friedrich Geltch (n. 18 februarie 1815, Sebeș, Principatul Transilvaniei – d. 7 septembrie 1851, Romos, Hunedoara) a fost un preot sas, scriitor și poet de limba germană.

## Biografie
A absolvit Gimnaziul din Sibiu, după care a studiat teologia la Berlin, între 1836 și 1838. Apoi, timp de 10 ani, din 1838 în 1848, a fost profesor la Gimnaziul reformat din Orăștie. La începutul verii anului 1848, Geltch a fost numit rector al Gimnaziului evanghelico-luteran din Orăștie.
Încă de la vârsta de 22 de ani a început să publice lucrări literare și politice. Între 1841-1848 a scris și publicat 8 volume de lirică, aforisme, epigrame, parodie și texte umoristice.
În anul 1848 Geltch s-a implicat în politică. La 22 aprilie 1848 Johann Friedrich Geltch, Gustav A. Kayser, Gustav Mangesius, Johann Michaelis, Karl Sigerus, Ferdinand Papist și Karl Hannenheim au semnat la Sibiu o scrisoare, concepută de Geltch și Hannenheim, adresată publicistului Franz Schuselka din Frankfurt am Main, în care îl rugau să sprijine „tânăra germanitate” din Transilvania în lupta sa împotriva planificatei uniri cu Ungaria și pentru apărarea autonomiei Transilvaniei. La mijlocul anului 1848, Geltch a plecat în Germania, unde a contactat cercurile academice și politice promotoare ale liberalismului și, împreună cu alți conaționali sași, precum Martin Schenker, Friedrich Schuler von Libloy și Theodor Fabini, a încercat să creeze, în rândul societății germane, un curent de opinie favorabil sașilor din cele Șapte Scaune săsești, prin conferințe politice în mijlocul studențimii, la Halle, Jena, Frankfurt și Berlin.
Întors la Orăștie a aflat că autoritățile imperiale austriece îl consideră indezirabil politic și a fost nevoit să se retragă din postul de rector al gimnaziului reformat. Totuși, începând cu toamna anului 1848, a fost numit preot paroh la Romos, unde a profesat până la decesul său din 1851.

## Scrieri (selecție)
- Lyrische Gedichte. Im Zusammenhange mit einer Abtheilung epigrammatischer und aphoristischer Streiflichter (Brașov, 1841) (Poezii lirice);
- Epigrammatische und aphoristische Streiflichter (Brașov, 1841);
- Grundlinien zu einem sichern und allem Wechsel der Systeme entzogenen Bau der philologischen Wissenschaften und vorzüglich der Metaphysik und Religiensphilosophie (Brașov, 1841);
- Thuiskon. Zwei Parabeln (Brașov, 1844);
- Lyrisch-humoristischer Janus Kopf: I. Apologie der Frauen oder das schöne Geschlecht ist das starke Geschlecht, II. Variationen einer grauzöpfigen Matrone über das verhängnissvolle Thema: Warum heiraten die ünglinge der Neuzeit unsere Mädchen nicht weg (Brașov, 1844);
- Das Lied von der Oeffentlichkeit. Parodie auf Schiller’s Lied von der Glocke (Sibiu, 1845).
- Liederbuch der Siebenbürger Deutschen. Band 1 (1847) (Carte de cântece ale germanilor transilvăneni. Vol 1)
- Liederbuch der Siebenbürger Deutschen. Band 2 (1851) (Carte de cântece ale germanilor transilvăneni. Vol 2)